# Aleksej Nikolaevič Pleščeev
Aleksej Nikolaevič Pleščeev (in russo Алексей Николаевич Плещеев?; Kostroma, 4 dicembre 1825 – Parigi, 8 ottobre 1893) è stato uno scrittore russo.

## Biografia
Nato in una famiglia della piccola nobiltà, studiò dal 1843 al 1845 nell'Università di San Pietroburgo. Cominciò a scrivere poesie e racconti fin dal 1844, pubblicandole a partire dal 1847 nella rivista «Otečestvennye zapiski» (Отечественные записки, Annali patri). Nel 1849 fu arrestato perché implicato, come Dostoevskij e altri, nella congiura Petraševskij e condannato a morte; graziato all'ultimo momento da Nicola I, fu mandato come soldato semplice di un reggimento di punizione a Orenburg, nella regione degli Urali, a combattere le tribù ribelli della regione.
Nel 1858 poté stabilirsi a Mosca, dove pubblicò nel 1860 due volumi di Racconti e novelle (Повести и рассказы, Povesti i rasskazi), dal 1858 al 1863 tre volumi di poesie e i drammi La coppia felice (1862) e I compagni di strada (1864). Nel 1872 si trasferì a San Pietroburgo dove fu redattore fino al 1884 della rivista Annali patri e vi tradusse poesie e opere teatrali di Petöfi, Hugo, Byron, Heine, Hebbel e di Georg Herwegh.
Nel 1891 ereditò una somma ingente: malato da tempo, era a Parigi quando l'8 ottobre 1893 lo colse la morte. Il suo corpo fu riportato in Russia e sepolto a Mosca.